# No Regret (chanson)
Pour les articles homonymes, voir No Regret.
Singles de Kumi Kōda
Candy
(2006) Ima Sugu Hoshii
(2006)
No Regret est le 26e single de Kumi Kōda sorti sous le label Rhythm Zone le 25 janvier 2006 au Japon. Il atteint la 4e place du classement de l'Oricon. Il se vend à 72 081 exemplaires la première semaine, et reste classé pendant 12 semaines, pour un total de 131 348 exemplaires vendus. No Regret est le 8e single d'une série de 12, un nouveau sort chaque semaine pendant 12 semaines. Sur chaque pochette de ses différents singles, Kumi porte une robe traditionnelle d'un pays; pour No Regret c'est l'Inde.
No Regret a été utilisé comme musique de générique d'ouverture pour la saison 2 de l'anime Law of Ueki. No Regret se trouve sur la compilation Best: Second Session et sur l'album remix Koda Kumi Driving Hit's 2 où se trouve Rain, qui se trouve également sur la compilation Best: Bounce and Lovers et sur l'album Feel My Mind.

## Liste des titres
| 1. | No Regret                         | Tohru Watanabe | H-Wonder       | 4:28 |
| 2. | Rain (Unplugged Version)          | Kumi Kōda      | Hiro Yamaguchi | 5:44 |
| 3. | No Regret (Instrumental)          |                | H-Wonder       | 4:28 |
| 4. | Rain (Album Version Instrumental) |                | Hiro Yamaguchi | 5:06 |